# Női 400 méteres gátfutás a 2015. évi nyári európai ifjúsági olimpiai fesztiválon
A 2015. évi nyári európai ifjúsági olimpiai fesztiválon az atlétikai versenyszámokat Tbilisziben rendezték. A női 400 méteres gátfutás selejtezőit július 29.-én, a döntőt pedig július 30.-án rendezték.

## Rekordok
A versenyt megelőzően a következő rekordok voltak érvényben:
| Ifjúsági világrekord | Leslie Maxie (Amerikai Egyesült Államok) | 55.20 |
| EYOF rekord          | Vera Rudkova (Oroszország)               | 58.01 |

## Selejtező
Minden selejtezőcsoport első 3 helyezettje (Q) illetve a további legjobb 2 időeredménnyel (q) rendelkező sportoló jutott tovább a döntőbe. Minden nemzet egyetlen sportolóval képviselhette magát.
| H  | Csoport | Név                                | Nemzet        | E       | Mj   |
| -- | ------- | ---------------------------------- | ------------- | ------- | ---- |
| 1  | 1       | Viivi Lehikoinen                   | Finnország    | 59.56   | Q    |
| 2  | 2       | Mátó Sára                          | Magyarország  | 1:01.30 | Q PB |
| 3  | 2       | Marie Skjæggestad                  | Norvégia      | 1:01.41 | Q    |
| 4  | 1       | Iman Jean                          | Franciaország | 1:01.47 | Q    |
| 5  | 2       | Niamh Malone                       | Írország      | 1:01.51 | Q    |
| 6  | 1       | Barbora Veselá                     | Csehország    | 1:01.68 | Q PB |
| 7  | 1       | Femke Frijters                     | Hollandia     | 1:02.95 | q    |
| 8  | 1       | Olga Viktorova                     | Oroszország   | 1:03.94 | q    |
| 9  | 2       | Viktoriya Hrynko                   | Ukrajna       | 1:04.08 | PB   |
| 10 | 2       | Stephanie Celine Benoit Carbonelle | Belgium       | 1:05.07 |      |
| 11 | 1       | Rūta Okulič-Kazarinaité            | Litvánia      | 1:05.40 |      |
| 12 | 2       | Maria Cristina Cosac               | Románia       | 1:05.56 |      |
| 13 | 2       | Mariam Chakaberia                  | Grúzia        | 1:07.47 | SB   |
| -  | 1       | Anzela Oceretova                   | Lettország    | -       | DNS  |

## Döntő
| H     | Név               | Nemzet        | E       | Mj |
| ----- | ----------------- | ------------- | ------- | -- |
| Arany | Viivi Lehikoinen  | Finnország    | 57.74   | CR |
| Ezüst | Iman Jean         | Franciaország | 1:00.57 |    |
| Bronz | Marie Skjæggestad | Norvégia      | 1:01.06 |    |
| 4     | Mátó Sára         | Magyarország  | 1:01.45 |    |
| 5     | Barbora Veselá    | Csehország    | 1:01.46 | PB |
| 6     | Niamh Malone      | Írország      | 1:03.44 |    |
| 7     | Femke Frijters    | Hollandia     | 1:03.74 |    |
| 8     | Olga Viktorova    | Oroszország   | 1:04.24 |    |